# Robert Normandeau

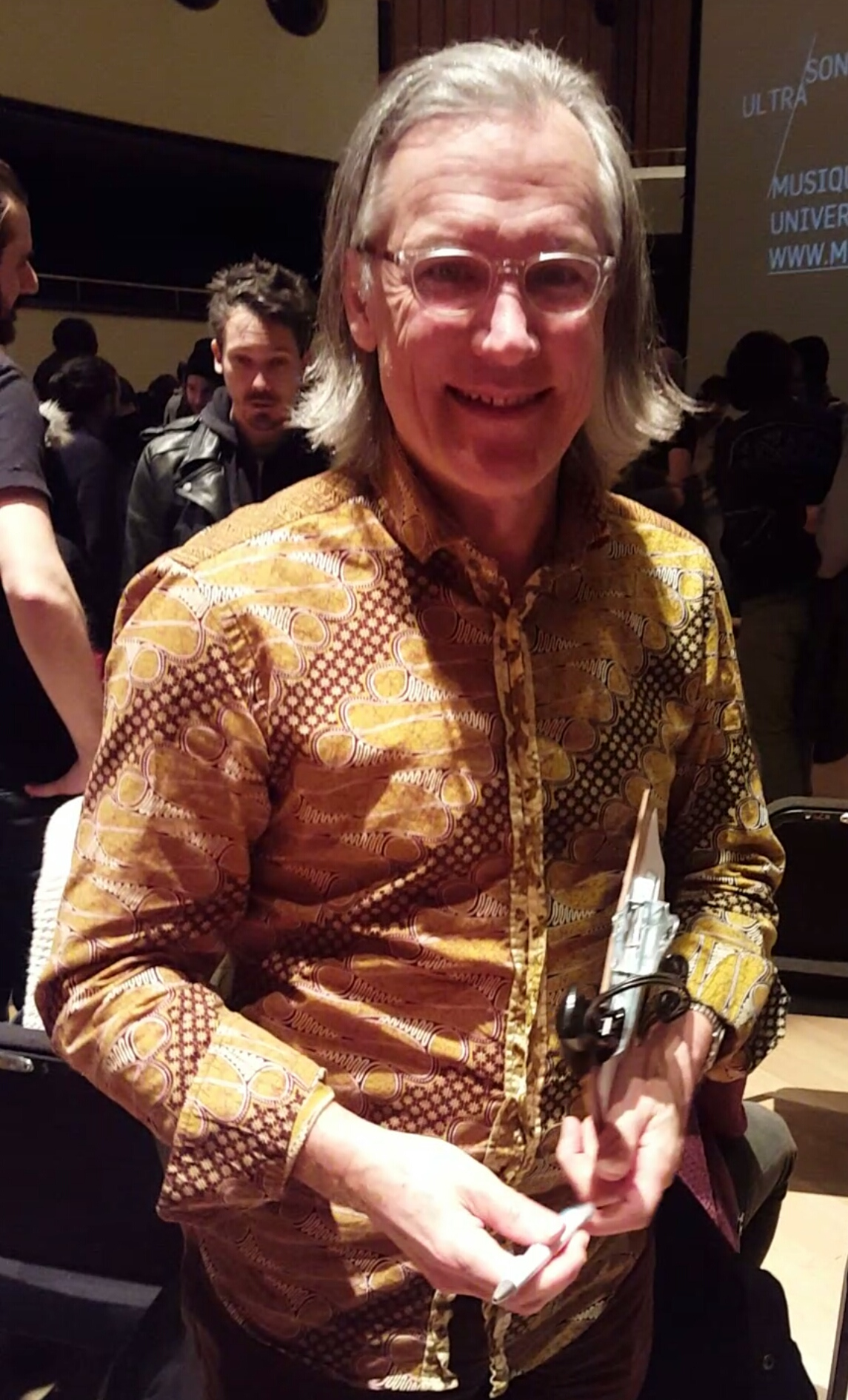
Robert Normandeau

Robert Normandeau (* 11. März 1955 in Québec) ist ein kanadischer Komponist elektroakustischer und akusmatischer Musik.

## Laufbahn
Nach seinem Bachelor-Abschluss im Jahre 1984 in Komposition für Elektroakustische Musik an der Universität Laval in der Stadt Québec zog Robert Normandeau nach Montreal und absolvierte dort den Master in Komposition (1988) und erhielt 1992 den ersten PhD für Elektroakustische Komposition unter Marcelle Deschênes und Francis Dhomont. Von 1986 bis 1993 war er ein aktives Mitglied der Association pour la création et la recherche électroacoustiques du Québec (ACREQ), wo er die Konzertreihe Clair de terre im Planetarium von Montreal begründete. 1991 wurde er Mitbegründer des Réseaux, einer Organisation für die Präsentation von Medienkunst, insbesondere für die akusmatische Konzertreihe Rien à voir und Akousma. Er ist Gründungsmitglied der kanadischen Gemeinschaft für Elektroakustische Musik (CEC, 1987).
Nach einem gewissen Interesse an instrumentaler und live-elektronischer Werke konzentrieren sich seine aktuellen Bemühungen auf akusmatische Musik. Dies bedeutet konkret, dass seine Kompositionen ästhetischen Kriterien unterliegen, nach denen er ein „Kino für die Ohren“ kreiert, in dem „Sinn sowie Sound“ die ausschlaggebenden Elemente bilden, die seine Werke darstellen. Zusammen mit diesen Werken beschäftigt er sich mit Bühnenmusik, vor allem für das Theater.
Robert Normandeau ist seit 1999 Professor für elektroakustische Komposition an der Universität Montreal.

## Auszeichnungen
Für seine Aufnahme Figures erhielt er 1999 die Auszeichnung Prix Opus du Conseil québécois de la musique (CQM) und zwar in der Kategorie „Komponist des Jahres“ sowie in der Sparte „Schallplatte des Jahres für zeitgenössische Musik“. Die Académie québécoise du théâtre (AQT) verlieh ihm zweimal den Masque Award in der Kategorie „Beste Theatermusik“: im Jahr 2002 für das Stück Malina, sowie im Jahr 2005 für das Theaterstück La Cloche de verre.
Robert Normandeau ist Preisträger zahlreicher internationaler Wettbewerbe, u. a. Prix Ars Electronica, Linz (Österreich, 1993, „Goldene Nica“ im Jahr 1996), Luigi Russolo, Varese (Italien, 1989 und 1990), Métamorphoses, Brüssel (Belgien, 2002 und 2004), Musica Nova, Prag (Tschechische Republik, 1994, 1995 und 1998), Noroit-Léonce Petitot, Arras (Frankreich, 1991 und 1993), Phonurgia-Nova, Arles (Frankreich, 1987 und 1988) und Stockholm (Schweden, 1992) sowie Giga-Hertz-Preis (Karlsruhe, 2010).

## Aufnahmen (Auswahl)
- Puzzles (2005)
- Clair de terre (2001)
- Sonars (2001)
- Figures (1999)
- Tangram (1999)
- Lieux inouïs (1998)
- Le petit prince d'Antoine de Saint-Exupéry (1996)
- Tangram (1994)
- Lieux inouïs (1990)